# Łukasz Kazek
Łukasz Kazek (ur. 14 kwietnia 1979 w Wałbrzychu) – polski dziennikarz i popularyzator historii, autor książek o tematyce historycznej, współautor programów telewizyjnych, youtuber, były strażnik graniczny.

## Życiorys
Dzieciństwo spędził w Walimiu pod Wałbrzychem na Dolnym Śląsku. Wnuk jednego z pierwszych powojennych osadników w Górach Sowich. Studiował historię na Uniwersytecie Wrocławskim, których to studiów nie ukończył, oraz pedagogikę w Państwowej Uczelni Angelusa Silesiusa w Wałbrzychu.
W 2017 roku koordynował projekt wybudowania w Jedlinie-Zdroju repliki pociągu-kwatery Adolfa Hitlera.
Autor książek historycznych. Wydana w 2015 roku 74-stronicowa Faszystowska mać! opisuje pobyt dziadka autora, Wojciecha Szczeciniaka, w obozie koncentracyjnym Birkenau, roboty przymusowe przy budowie lotniska w Balicach pod Krakowem, ucieczkę i ukrywanie się przed Niemcami oraz wyjazd na Ziemie Odzyskane. Temat Projektu Riese, największego projektu górniczo-budowlanego III Rzeszy, Łukasz Kazek podjął wspólnie z Bartoszem Rdułtowskim w książkach Tropem tajemnic Riese oraz W kręgu tajemnic Riese.
Jest także prowadzącym oraz narratorem programów telewizyjnych i seriali dokumentalnych, m.in. Kwatery Hitlera (prod. Discovery Channel), Na tropie Złotego Pociągu (reż. Krzysztof Dzięciołowski, prod. Canal+ Discovery), a także konsultantem programu Skarby III Rzeszy (prod. Polsat Play) realizowanego i prowadzonego przez Bogusława Wołoszańskiego. W 2022 roku prowadził serial telewizji History „Dolny Śląsk: zaginione skarby”.
Odkrywca miejsca pochówku Karla von Zedlitza, pruskiego ministra który w 1788 roku wprowadził dzisiejszą maturę jako egzamin dla absolwentów szkół średnich. Zmumifikowane ciało zmarłego w 1793 roku barona spoczywa w krypcie kościoła św. Jadwigi w Walimiu pod Wałbrzychem.
W latach 2005–2014 publikował w magazynie Wiedza i Życie – Inne Oblicza Historii. Pomysłodawca i inicjator Archiwum Historii Mówionej Ziemi Wałbrzyskiej. Był także przewodnikiem, oprowadzał m.in. po sztolniach kompleksu Riese, Zamku Grodno i Pałacu Jedlinka.
Przez wiele lat współpracował z Grzegorzem Borensztajnem, z którym – w ramach projektu „Riese Dwa Oblicza” – oprowadzał turystów po Górach Sowich i wygłaszał wspólne wykłady.
Od lat odszukuje depozyty ukryte przez dawnych mieszkańców Gór Sowich i odszukuje ich właścicieli. Jego historię przedstawia wyprodukowany w 2014 roku przez TVN film dokumentalny Depozytariusz w reżyserii Mateusza Kudły, który był prezentowany na wielu międzynarodowych festiwalach filmowych oraz nagrodzony na Międzynarodowym Festiwalu Filmowym w Southampton. Z kolei nagrodzony Złotym Delfinem na Cannes Corporate Media and TV Awards oraz Złotą Plakietką na Chicago Television Awards film Ludzie z klisz (reż. Mateusz Kudła, prod. TVN 2017) przedstawia historię 120 zapomnianych rolek filmu fotograficznego. Łukasz Kazek opublikował fotografie autorstwa, jak się później okazało, Filipa Rozbickiego, żeby poznać historie uwiecznionych na nich ludzi. Na podstawie tej historii Teatr Lalki i Aktora w Wałbrzychu wystawił sztukę Polska 120.
Jest bohaterem filmu Powiernik (prod. Krk Film) w reżyserii Mateusza Kudły, do którego zdjęcia rozpoczęły się w 2018 roku w Budapeszcie. W związku z realizacją obrazu, Łukasz Kazek spełnił życzenie węgierskiego Żyda, byłego więźnia obozu koncentracyjnego Groß-Rosen Lajosa Erdélyiego, który pragnął, żeby 49 dramatycznych szkiców narysowanych przez jego współwięźnia wróciło w Góry Sowie. Przedstawiająca piekło Holocaustu wystawa, w obecności mieszkańców Walimia, została otwarta 28 grudnia 2018 roku.
W maju 2020 roku wspólnie z Mateuszem Kudłą utworzył kanał YouTube pt. History Hiking, na którym co tydzień prezentuje materiały o tematyce historycznej oraz urban exploration. Kanał w ciągu czterech miesięcy istnienia zdobył 90 tys. subskrybentów, osiągając średnią oglądalność odcinka na poziomie ponad 220 tys. wyświetleń. Realizując program twórcy dokonali kilku odkryć, które zostały odnotowane przez ogólnopolskie media. W czerwcu 2020 roku zaprezentowali potencjalny schowek na jeden z największych poniemieckich depozytów w Górach Sowich, a we wrześniu tego samego roku na ewangelickim cmentarzu w Modliszowie pod Świdnicą trafili na świeżo rozkopany grób, w którym mógł znajdować się poniemiecki depozyt. Po zgłoszeniu odkrycia przez twórców kanału sprawą zajęła się policja.
W 2022 roku Łukasz Kazek jako współautor i prowadzący kanał History Hiking zakończył współpracę współautorem kanału i jego reżyserem Mateuszem Kudłą, a miejsce Kazka zajął Maciej Regewicz.
W marcu 2023 założył swój autorski kanał Łukasz Kazek History Story, gdzie w każdy wtorek o godzinie 20.00 mają premierę nowe odcinki opowieści z przeszłości.

## Działalność samorządowa
W 2014 roku jako kandydat niezależny z powodzeniem ubiegał się o mandat w radzie Gminy Walim, w której objął stanowisko przewodniczącego komisji kultury i turystyki. W wyborach samorządowych w 2018 roku startując z list KWW Z Poparciem Romana Szełemeja został wybrany na radnego powiatu wałbrzyskiego, uzyskując 630 głosów (8.61% w skali okręgu wyborczego nr 2). Bez powodzenia ubiegał się o mandat radnego powiatowego w 2024 roku.
Pomysłodawca i współautor programu Edukacja poprzez inspirację dla uczniów szkół z ośmiu gmin powiatu wałbrzyskiego.

## Nagrody

### Dziennikarskie
- Wraz z Mateuszem Kudłą „Złoty BohaterON Publiczności” w kategorii dziennikarz (Warszawa, 2020)
- Wraz z Mateuszem Kudłą „Brązowy BohaterON” w kategorii dziennikarz (Warszawa, 2020)

## Filmografia

### prowadzący
- SuperHistorie – Tajemnice przeszłości – prod. Telewizja Superstacja (2020-2021)[27]
- Kwatery Hitlera (serial) – reż. Maciej Gajewski, prod. TVworking dla Canal+ Discovery (2018)
- Na tropie Złotego Pociągu – reż. Krzysztof Dzięciołowski, prod. Vision House dla Discovery Channel (2016)
- Walim... moja mała Ojczyzna – reż. Adam Pachura, Paweł Pachura, prod. Telewizja Sudecka (2009)
- Kryptonim Olbrzym – reż. Adam Pachura, prod. Telewizja Sudecka (2009)
- Dziki Zachód – prod. Telewizja Sudecka, „Wiedza i Życie – Inne Oblicza Historii” (2009)

### we własnej osobie
- Ludzie z klisz – reż. Mateusz Kudła, prod. TVN (2017)
- Depozytariusz – reż. Mateusz Kudła, prod. TVN (2014)

### współpraca
- Wilczur – reż. Mateusz Kudła, prod. TVN (2015)
- Skarby III Rzeszy (serial) – reż. Bogusław Wołoszański, prod. Polsat Play (2012)
- Riese – tajemnice wykute w skale (serial) – reż. Maciej Kieres, Wojciech Malinowski, prod. TVP (2012)
- Zapomnij o Kresach – reż. Jan Łukasiak, Tomasz Nawój, prod. Wiedza i Życie – Inne Oblicza Historii (2010)
- Tajemnica Riese – reż. Adam Pachura, Jan Łukasiak, prod. Telewizja Sudecka, „Wiedza i Życie – Inne Oblicza Historii” (2009)

### rzecznik prasowy
- Polański, Horowitz. Czarodzieje z getta – reż. Mateusz Kudła, Anna Kokoszka-Romer, prod. Krk Film (2019)[28]